# Diataga direpta
Diataga direpta är en fjärilsart som beskrevs av Robinson 1986. Diataga direpta ingår i släktet Diataga och familjen äkta malar. Inga underarter finns listade i Catalogue of Life.